# スカーレットカラー
スカーレットカラー（Scarlet Color）は、日本の競走馬、繁殖牝馬。主な勝ち鞍は2019年の府中牝馬ステークス(GII)。

## 戦績

### デビュー前
2015年2月26日、北海道新冠町のノースヒルズで誕生。鳥取県・大山ヒルズでの育成中には、小柄ながらも走ることに前向きで、柔らかい身のこなしを発揮していた。

### 2歳（2017年）
栗東・高橋亮厩舎に入厩。2017年6月の新馬戦で太宰啓介を背に2着となり、翌月の未勝利戦で初勝利を挙げる。ノースヒルズの同期馬の中では最も早い勝ち上がりとなった。秋はアルテミスステークスでラッキーライラックの5着、白菊賞でリリーノーブルの2着だった。

### 3歳（2018年）
年明け初戦のフェアリーステークスでプリモシーンの2着に入り、賞金加算に成功。次戦からは岩田康誠に乗り替わり、チューリップ賞7着、桜花賞8着という成績だった。しかし、この頃はまだ体質が弱く、調教でも十分に負荷を掛けられない状態であった。秋はローズステークス13着を経て秋華賞への出走を予定していたが、左後肢跛行のためレース前日に出走取消となった。

### 4歳（2019年）
古馬になると体に芯が入り、デビュー時430キロ台だった馬体重は470キロ台まで増加。5月のパールステークスを快勝してオープン昇格を果たすと、昇級初戦のマーメイドステークスで3着に入る。続くクイーンステークスではメンバー中最速の上がり3F33秒4の末脚で追い込み、勝ち馬ミッキーチャームにタイム差無しの2着に入った。
秋初戦の府中牝馬ステークスでは後方2番手から直線一気の差し切り勝ちを決め、通算10度目の重賞挑戦で待望のタイトルを手にした。騎乗した岩田康誠は「本当に力をつけているし、距離は延びても大丈夫。GIでもいいパフォーマンスを見せられると思います」とコメントした。その後は天皇賞（秋）にも登録されたが、回復が遅れたためエリザベス女王杯へ向かった。
エリザベス女王杯では4番人気に支持され、中団やや前を追走したが、直線で前走のような末脚を発揮できず、7着に敗れた。
その後は有馬記念に出走したが、勝ち馬リスグラシューから4.8秒離された15着に大敗した。

### 5歳（2020年）
シーズン初戦の阪神牝馬ステークスでは2着と好走するも、続くヴィクトリアマイルは15着と大敗。休養を挟み8月2日のクイーンステークスで3着の後、天皇賞（秋）へ向かったが9着に終わった。ラストランとなったマイルチャンピオンシップでは中団の内ラチ沿いを追走、直線では最内を突いて13番人気ながら4着と好走した。
12月2日付で競走馬登録を抹消、引退後は生まれ故郷のノースヒルズで繁殖牝馬となる。

## 競走成績
以下の内容は、netkeiba.comの情報に基づく。
| 競走日     | 競馬場 | 競走名           | 格       | 距離（馬場）  | 頭 数 | 枠 番 | 馬 番 | オッズ （人気） | 着順 | タイム （上り3F） | 着差 | 騎手      | 斤量 [kg] | 1着馬（2着馬）         | 馬体重 [kg] |
| ---------- | ------ | ---------------- | -------- | ------------- | ----- | ----- | ----- | --------------- | ---- | ----------------- | ---- | --------- | --------- | ---------------------- | ----------- |
| 2017.06.10 | 阪神   | 2歳新馬          |          | 芝1400m（良） | 12    | 6     | 8     | 007.10（3人）   | 02着 | R1:22.4（34.9）   | -0.3 | 0太宰啓介 | 54        | アマルフィコースト     | 438         |
| 0000.07.23 | 中京   | 2歳未勝利        |          | 芝1600m（良） | 12    | 8     | 11    | 002.20（1人）   | 01着 | R1:35.5（35.8）   | -0.4 | 0太宰啓介 | 54        | （シャルルマーニュ）   | 438         |
| 0000.10.28 | 東京   | アルテミスS      | GIII     | 芝1600m（良） | 15    | 5     | 9     | 030.40（9人）   | 05着 | R1:35.3（35.0）   | -0.4 | 0太宰啓介 | 54        | ラッキーライラック     | 442         |
| 0000.11.26 | 京都   | 白菊賞           | 500万下  | 芝1600m（良） | 12    | 3     | 3     | 010.00（6人）   | 02着 | R1:36.5（34.8）   | -0.2 | 0太宰啓介 | 54        | リリーノーブル         | 444         |
| 2018.01.07 | 中山   | フェアリーS      | GIII     | 芝1600m（良） | 16    | 5     | 10    | 011.50（6人）   | 02着 | R1:34.8（34.6）   | -0.2 | 0太宰啓介 | 54        | プリモシーン           | 436         |
| 0000.03.03 | 阪神   | チューリップ賞   | GII      | 芝1600m（良） | 10    | 3     | 3     | 019.40（6人）   | 07着 | R1:34.4（33.4）   | -1.0 | 0岩田康誠 | 54        | ラッキーライラック     | 442         |
| 0000.04.08 | 阪神   | 桜花賞           | GI       | 芝1600m（良） | 17    | 3     | 6     | 193.4（15人）   | 08着 | R1:33.8（34.4）   | -0.7 | 0岩田康誠 | 55        | アーモンドアイ         | 436         |
| 0000.09.16 | 阪神   | ローズS          | GII      | 芝1800m（良） | 15    | 2     | 3     | 087.2（12人）   | 13着 | R1:47.2（34.4）   | -1.5 | 0太宰啓介 | 54        | カンタービレ           | 454         |
| 0000.10.14 | 京都   | 秋華賞           | GI       | 芝2000m（良） | 17    | 2     | 3     |                 | 取消 |                   |      | 0岩田康誠 | 55        | アーモンドアイ         | 計不        |
| 0000.12.02 | 阪神   | 逆瀬川S          | 1600万下 | 芝1800m（良） | 10    | 5     | 5     | 006.10（3人）   | 04着 | R1:46.2（33.9）   | -0.4 | 0酒井学   | 53        | カフェブリッツ         | 446         |
| 2019.01.26 | 中京   | 愛知杯           | GIII     | 芝2000m（良） | 14    | 5     | 7     | 040.60（9人）   | 10着 | R2:00.9（34.4）   | -0.9 | 0鮫島克駿 | 51        | ワンブレスアウェイ     | 458         |
| 0000.02.10 | 小倉   | 関門橋S          | 1600万下 | 芝1800m（良） | 15    | 8     | 15    | 018.40（9人）   | 04着 | R1:50.0（35.3）   | -0.1 | 0川島信二 | 54        | アウトライアーズ       | 460         |
| 0000.05.04 | 京都   | パールS          | 1600万下 | 芝1800m（良） | 12    | 8     | 12    | 025.00（7人）   | 01着 | R1:45.3（33.8）   | -0.3 | 0岩田康誠 | 55        | （クィーンズベスト）   | 464         |
| 0000.06.09 | 阪神   | マーメイドS      | GIII     | 芝2000m（良） | 16    | 8     | 15    | 010.60（5人）   | 03着 | R2:00.4（35.2）   | -0.1 | 0岩田康誠 | 53        | サラス                 | 470         |
| 0000.07.28 | 札幌   | クイーンS        | GIII     | 芝1800m（良） | 14    | 4     | 6     | 008.80（5人）   | 02着 | R1:47.0（33.4）   | -0.0 | 0岩田康誠 | 55        | ミッキーチャーム       | 464         |
| 0000.10.14 | 東京   | 府中牝馬S        | GII      | 芝1800m（稍） | 15    | 4     | 8     | 006.80（4人）   | 01着 | R1:44.5（33.2）   | -0.2 | 0岩田康誠 | 54        | （フロンテアクイーン） | 472         |
| 0000.11.10 | 京都   | エリザベス女王杯 | GI       | 芝2200m（良） | 18    | 8     | 16    | 007.70（4人）   | 07着 | R2:14.7（33.6）   | -0.6 | 0岩田康誠 | 56        | ラッキーライラック     | 486         |
| 0000.12.22 | 中山   | 有馬記念         | GI       | 芝2500m（良） | 16    | 1     | 1     | 104.6（11人）   | 15着 | R2:35.3（39.8）   | -4.8 | 0岩田康誠 | 55        | リスグラシュー         | 474         |
| 2020.04.11 | 阪神   | 阪神牝馬S        | GII      | 芝1600m（良） | 16    | 8     | 15    | 014.00（6人）   | 02着 | R1:33.1（33.4）   | -0.2 | 0岩田康誠 | 55        | サウンドキアラ         | 490         |
| 0000.05.17 | 東京   | ヴィクトリアM    | GI       | 芝1600m（良） | 16    | 7     | 14    | 021.00（7人）   | 15着 | R1:32.8（34.5）   | -2.2 | 0石橋脩   | 55        | アーモンドアイ         | 482         |
| 0000.08.02 | 札幌   | クイーンS        | GIII     | 芝1800m（良） | 14    | 2     | 2     | 003.30（1人）   | 03着 | R1:46.0（34.7）   | -0.1 | 0岩田康誠 | 56        | レッドアネモス         | 474         |
| 0000.11.01 | 東京   | 天皇賞（秋）     | GI       | 芝2000m（良） | 12    | 7     | 10    | 042.30（8人）   | 09着 | R1:59.2（33.7）   | -1.4 | 0岩田康誠 | 56        | アーモンドアイ         | 488         |
| 0000.11.22 | 阪神   | マイルCS         | GI       | 芝1600m（良） | 17    | 6     | 11    | 187.8（13人）   | 04着 | R1:32.4（33.3）   | -0.4 | 0岩田康誠 | 55        | グランアレグリア       | 490         |

## 繁殖成績
2020年12月に現役を引退すると、年末に渡米して初年度はアメリカンファラオを交配された。
|       | 馬名             | 誕生年 | 毛色 | 父               | 性 | 厩舎         | 馬主         | 戦績           |
| ----- | ---------------- | ------ | ---- | ---------------- | -- | ------------ | ------------ | -------------- |
| 初仔  | ラージギャラリー | 2022年 | 鹿毛 | American Pharoah | 牝 | 栗東・高橋亮 | 前田葉子     | 6戦1勝（現役） |
| 2番仔 | ペスカドール     | 2023年 | 鹿毛 | Uncle Mo         | 牡 | 栗東・高橋亮 | ノースヒルズ | （デビュー前） |

- 2025年4月11日現在

## 血統表
| スカーレットカラーの血統          | スカーレットカラーの血統                                      | スカーレットカラーの血統                  | （血統表の出典）                          | （血統表の出典） |
| 父系                              | サンデーサイレンス系                                          | サンデーサイレンス系                      | サンデーサイレンス系                      | [ § 2 ]          |
| 父 ヴィクトワールピサ 2007 黒鹿毛 | 父の父ネオユニヴァース 2000 鹿毛                              | *サンデーサイレンス                       | Halo                                      | Halo             |
| 父 ヴィクトワールピサ 2007 黒鹿毛 | 父の父ネオユニヴァース 2000 鹿毛                              | *サンデーサイレンス                       | Wishing Well                              |                  |
| 父 ヴィクトワールピサ 2007 黒鹿毛 | 父の父ネオユニヴァース 2000 鹿毛                              | *ポインテッドパス                         | Kris                                      | Kris             |
| 父 ヴィクトワールピサ 2007 黒鹿毛 | 父の父ネオユニヴァース 2000 鹿毛                              | *ポインテッドパス                         | Silken Way                                |                  |
| 父 ヴィクトワールピサ 2007 黒鹿毛 | 父の母*ホワイトウォーターアフェア Whitewater Affair 1993 栗毛 | Machiavellian                             | Mr. Prospector                            | Mr. Prospector   |
| 父 ヴィクトワールピサ 2007 黒鹿毛 | 父の母*ホワイトウォーターアフェア Whitewater Affair 1993 栗毛 | Machiavellian                             | Coup de Folie                             |                  |
| 父 ヴィクトワールピサ 2007 黒鹿毛 | 父の母*ホワイトウォーターアフェア Whitewater Affair 1993 栗毛 | Much Too Risky                            | Bustino                                   | Bustino          |
| 父 ヴィクトワールピサ 2007 黒鹿毛 | 父の母*ホワイトウォーターアフェア Whitewater Affair 1993 栗毛 | Much Too Risky                            | Short Rations                             |                  |
| 母 ヴェントス 2010 鹿毛           | 母の父*ウォーエンブレム 1999 青鹿毛                           | Our Emblem                                | Mr. Prospector                            | Mr. Prospector   |
| 母 ヴェントス 2010 鹿毛           | 母の父*ウォーエンブレム 1999 青鹿毛                           | Our Emblem                                | Personal Ensign                           |                  |
| 母 ヴェントス 2010 鹿毛           | 母の父*ウォーエンブレム 1999 青鹿毛                           | Desert Trial                              | Lord At War                               | Lord At War      |
| 母 ヴェントス 2010 鹿毛           | 母の父*ウォーエンブレム 1999 青鹿毛                           | Desert Trial                              | Sweetest Roman                            |                  |
| 母 ヴェントス 2010 鹿毛           | 母の母*ブラッシングブライド Blushing Bride 1998 鹿毛          | Distant Relative                          | Habitat                                   | Habitat          |
| 母 ヴェントス 2010 鹿毛           | 母の母*ブラッシングブライド Blushing Bride 1998 鹿毛          | Distant Relative                          | Royal Sister                              |                  |
| 母 ヴェントス 2010 鹿毛           | 母の母*ブラッシングブライド Blushing Bride 1998 鹿毛          | Dime Bag                                  | High Line                                 | High Line        |
| 母 ヴェントス 2010 鹿毛           | 母の母*ブラッシングブライド Blushing Bride 1998 鹿毛          | Dime Bag                                  | Blue Guitar                               |                  |
| 母系(F-No.)                       | 9号族(FN:9-e)                                                 | 9号族(FN:9-e)                             | 9号族(FN:9-e)                             | [ § 3 ]          |
| 5代内の近親交配                   | Mr. Prospector4×4＝12.50%、Halo4×5＝9.38%                     | Mr. Prospector4×4＝12.50%、Halo4×5＝9.38% | Mr. Prospector4×4＝12.50%、Halo4×5＝9.38% | [ § 4 ]          |
| 出典                              | 1. 2. 3. 4.                                                   | 1. 2. 3. 4.                               | 1. 2. 3. 4.                               | 1. 2. 3. 4.      |

- 母ヴェントスは中央で1勝[10]。